# Marin I de Fondi
Marin al II-lea a fost duce de Gaeta între 978 și 984.
Marin a fost fiul ducelui Docibilis al II-lea de Gaeta cu Orania de Neapole. El a fost numit dux de Fondi de către tatăl său, fapt recunoscut de către fratele său mai mare, Ioan II-lea. După ce fratele său Grigore, care îi succedase lui Ioan al II-lea în 962 sau 963, a murit, Marin a succedat în ducat și a acordat Fondi fiul său Marin al II-lea de Fondi.
El a fost succedat în Gaeta de către un alt fiu al său, Ioan al III-lea.